# 中子温度

一些稀有气体在298.15 K (25 C）的速率分布曲线。点击图片可以看到对y-轴单位的解释。经过减速的中子也有类似的速率分布。

中子温度，亦称中子能量，指的是自由中子的动能，单位通常是电子伏特。由于中子经过不同温度的减速剂会有不同的速度分布，一般可以使用温度来衡量中子的动能。中子的能量分布基本上符合热运动的麦克斯韦-玻尔兹曼分布。定性的来说，温度越高，自由中子的动能也越高。中子的动能、速度和波长之间满足物质波的德布罗意公式。

## 中子能量分布区间
- 快中子能量高于1电子伏特、0.1百万电子伏特或者接近1百万电子伏特，有不同的定义。
- 慢中子能量小于等于0.4电子伏特。
- 超热中子能量在1电子伏特至10电子伏特之间。
- 高热中子能量约0.2电子伏特。
- 热中子能量约0.025电子伏特。
- 冷中子能量约5x10−5电子伏特至 0.025电子伏特。
- 甚冷中子能量约3x10−7电子伏特至 5x10−5电子伏特。
- 极冷中子能量小于3x10−7电子伏特。
- 连续区间中子能量从0.01百万电子伏特至25百万电子伏特。
- 共振区间中子能量从1电子伏特至0.01百万电子伏特。
- 低能区间中子能量低于1电子伏特。

## 快中子
此处介绍的快中子的动能接近1 MeV（100TJ/kg），速度接近14000千米/秒。将它们命名为快中子可以将其区别于于低能的热中子、以及通常在宇宙射线或者加速器中产生的高能中子。快中子通常有由核反应例如核裂变产生。
核聚变反应中产生的中子通常的能量都远大于1 MeV，例如，氘氚核聚变的中子能量达到14.1 MeV（1400 TJ/kg，速度约52000千米/秒，达到了光速的17.3%）。这样高能量的中子可以很容易使得铀-238与其他超铀元素发生裂变。
快中子可以通过中子慢化过程转变为热中子。中子慢化主要依靠减速剂。在核反应堆中，通常使用重水、轻水、或石墨来使中子减速。

## 热中子
热中子是动能约为0.025电子伏特（大约4.0×10−21 焦，2.4MJ/kg，速度约2.2千米/秒）的自由中子。这个速度也是对应于290K（摄氏17度）时麦克斯韦-玻尔兹曼分布下的最可能速度。
最可能能量和最可能速度对应的能量、平均能量是不同的。最可能能量是最可能速度对应的能量的一半，而平均能量比最可能速度对应的能量大50%。
在中子与常温下减速介质的原子核发生若干次碰撞后，如果中子还没有被俘获，它们就会达到这个能量。热中子通常有比快中子大得多的有效中子俘获截面，也因此会更容易被原子核吸收，形成更重的、通常也不稳定的同位素。这个现象也被称为中子活化。

## 快中子增殖反应堆与热反应堆比较
大多数核裂变反应堆是热反应堆，它们使用中子减速剂使裂变产生的中子速度降低。减速可以大大增加裂变物质如铀-235、钚-239的原子核裂变反应截面。此外，铀-238对热中子的俘获截面很小，因此，减速以后更多的中子可以用于引发裂变，形成链式反应，而不会被铀-238俘获。这些效应使得轻水反应堆可以使用低浓缩铀。重水反应堆与石墨反应堆甚至可以使用天然铀作为核燃料，这是因为重水与石墨的中子俘获界面要比轻水小很多。
增加核燃料的温度可以通过多普勒展宽增加铀-238对热中子的吸收，从而产生对核反应堆控制的负反馈。当减速剂是一种循环使用的冷却剂（如重水、轻水）的时候，冷却剂沸腾会降低减速剂的密度，从而提供了负反馈。
对于大多数核燃料，中间能量的中子的裂变/俘获比例比快中子和热中子都低。一个例外是钍循环中使用的铀-233，这也使得钍循环对各种中子能量都有很好的裂变/俘获比例。
快中子增殖反应堆使用未经减速的快中子来维持反应，因此需要核燃料中的裂变物质相对于增殖物质铀-238有较高的浓度。然而，快中子的裂变/俘获比例对于大多数物质来说都比较高，而每一个快中子裂变反应都回释放出大量的中子，因此一个快中子增殖反应堆很可能产生比它消耗更多的裂变物质。
增殖反应堆的控制不能依靠多普勒展宽和减速剂所提供的负反馈。然而，燃料的热膨胀可以提供快速的负反馈。切尔诺贝利核事故以后，增殖反应堆的发展几乎停滞，几十年间仅仅制造了很少的反应堆。这也是由于铀的价格比较低廉。在未来的几年，一些亚洲国家计划建造一些增殖反应堆的大型原型。